# LAVA-LAVA!
LAVA-LAVA! — французский мультсериал в жанре комедии/чёрного юмора, созданный Федерико Витали в 1994 году. Впервые был показан в 1995 году на анимационном Фестивале «Annecy ‘95». На том же фестивале эпизод 'What’s up Teddy Bear?' был удостоен специальной премии для анимационных телевизионных сериалов с эпизодами короче 13 минут (англ. Special award for a TV series (episode up to 13 mins)). Всего было снято 14 трёхминутных серий.
Демонстрировался на французском телеканале Canal+ в период с 10 ноября 1997 года по 4 июня 1999 года. Также мультсериал был показан во множестве других стран, заслужив определённую популярность. В России транслировался на канале Муз-тв.

## Персонажи
Среди персонажей мультсериала главными являются попадающие по различного рода причинам на Землю инопланетяне, которые сталкиваются с домашними животными — свиньями, котом, собаками, утками, овцами. Также среди персонажей мультсериала есть монах, олени и Санта-Клаус. В мультсериале отсутствуют диалоги, вместо них герои изъясняются криками, воплями и т. д.

## Создатели
- Режиссёры и сценаристы — Федерико Витали
- Сценарий — Федерико Витали и Жером Вителло
- Музыка — Артуро Сандоваль и Кристоф Эраль (звуковые эффекты)
- Монтаж — Алексис Мадрид и Патрик Мишель
- Аниматоры — Роберт Браун, Валери Кармона, Кароль Дебаре, Сандрин Эрве, Аня Иэзенер, Стив Джон, Ксавье Лакомб, Флоренс Мэ, Бенуа Мийорат, Бенедикт Пейрюс, Майк Прайс, Кристиан Рагус, Жан-Ив Реньо, Катрин Ригэл
- Продюсеры — Жан-Франсуа Лагиони, Патрик Моэн, Микаэль Шилдс, Стив Уолш
- Производство — La Fabrique, Les Films du Triangle, Videal, Canal+, CNC (фр. Centre national du cinéma et de l'image animée).
- Дистрибютор — Eva Entertainment

## Список эпизодов
1. Bingo! Bongo! I don’t want to leave The Kongo!
2. Houston?… We have a problem!
3. Much a Quack about Nothing
4. Pull me up! Pull me down!
5. Rock around The …Frock!
6. Shut up Mutt!!
7. Sick as a Dog
8. Strangers in the night
9. Time after Chime
10. To be or not Toby
11. Total Eclipse
12. Un oeuf is enough
13. What’s up Teddy Bear?
14. …Who’s Afraid of the big BAAAA wolf?